# Garrya corvorum
Garrya corvorum, conocido comúnmente como ovinato, es un árbol de la pequeña familia de las garryáceas. Es endémico de la Sierra de los Cuchumatanes, en Guatemala.

## Descripción
Garrya corvorum es un árbol o arbusto que alcanza un tamaño de 2-15 m de altura; tallos jóvenes blanco- grisáceos, híspidos o adpreso pelosos, posteriormente menos pelosos y rojo-pardo oscuro. Hojas de 2-4 × 1-1.5 cm, decusadas, oblongas a oblongo-elípticas, coriáceas, el haz generalmente glabrescente, brillante, punteado, verde oscuro, a veces matizado de amarillo, las nervaduras impresas, el envés por lo común densamente seríceo, los tricomas adpresos, la base cuneada, los márgenes enteros, el ápice apiculado; pecíolos 0.2-0.5 cm.
Inflorescencias estaminadas 3-5 cm, amentiformes, solitarias, terminales, simples; pedúnculos pelosos; brácteas florales 4-9 mm, anchamente ovadas, generalmente seríceas, las bases opuestas unidas c. 1/3 de su longitud.
Flores estaminadas ternadas en las axilas de las brácteas; pedicelos 2-3 mm, pelosos; segmentos del perianto c. 4 mm, connatos en el ápice, seríceos, los tricomas ascendentes, blanco- grisáceos; estambres libres, alternando con los segmentos del perianto, los filamentos diminutos, las anteras c. 2 mm, oval-oblongas. Inflorescencias pistiladas 2.5-5 cm, amentiformes, solitarias, terminales, simples; pedúnculos pelosos; brácteas florales 3-8 mm, ovadas, seríceas, las bases opuestas unidas por 1/3 de su longitud. Flores pistiladas ternadas en las axilas de las brácteas, casi sésiles; segmentos del perianto 2, 2-2.5 mm; ovario 2(3)-carpelar, subgloboso, 1-locular, casi sésil, seríceo; estilos tan largos como el ovario cuando jóvenes, casi erectos, teretes.
Fruto 6-7 mm, subgloboso, peloso, posteriormente glabrescente y frágil al madurar, madurando de verde a azul-negro; semillas de 3.5 mm, ovadas, azul-negro oscuro.

## Distribución y hábitat
Es endémico de Guatemala y fue únicamente registrado en los suelos pedregosos de la Sierra de los Cuchumatanes, en el departamento de Huehuetenango. Crece en asociación con Juniperus y Pinus, a altitudes entre los 3000 y los 4000 metros sobre el nivel del mar.

## Taxonomía
Garrya corvorum fue descrito en 1943 por Paul Carpenter Standley y Julian Alfred Steyermark en Publications of the Field Museum of Natural History, Botanical Series 23(1): 16.

### Etimología
Garrya: nombre genérico que fue otorgado en honor de Nicholas Garry (1782-1856) de la Compañía de la Bahía de Hudson, que fue asistente de David Douglas en sus exploraciones del Pacífico Noroeste.
corvorum: epíteto latino que significa «de los cuervos»